# Леопольд Гібіш
Леопольд Гібіш (нім. Leopold Giebisch; 7 листопада 1901 — ?) — австрійський футболіст, що грав на позиції нападника, зазичай правого крайнього. Виступав за клуби «Вінер Шпорт-Клуб» і «Ферст Вієнна», а також національну збірну Австрії. У складі «Вієнни» чемпіон Австрії і дворазовий володар Кубка Австрії.

## Клубна кар'єра
З 1917 по 1925 рік грав у команді «Вінер Шпорт-Клуб». В 1922 році став з командою чемпіоном Австрії. Зіграв у тому сезоні 23 матчі з 24 можливих і забив 3 голи. Ще двічі здобував «бронзу» чемпіонату у складі «Віннера» — у 1920 і 1924 роках.
У 1921 році Гібіш також став фіналістом кубка Австрії. На рахунку Леопольда п'ять голів у п'яти матчах турніру, зокрема, він став героєм чвертьфінального матчу проти «Вінер АФ» (2:1), забивши обидва голи, а також автором переможного голу в півфінальній грі проти «Флорідсдорфера» (3:2). У фіналі «Вінер» програв команді «Аматере» з рахунком 1:2.
У складі «Ферст Вієнни» виступав у 1927—1930 роках. У 1929 році «Вієнна» вперше у своїй історії здобула кубок Австрії. Гібіш забивав у кожному матчі турніру, відзначившись дев'ятьма голами у п'яти матчах. У вирішальній грі «Вієнна» перемогла «Рапід» з рахунком 3:2, завдяки голам Гібіша, Герольда і Гшвайдля. Завдяки перемозі у кубку, клуб дебютував у кубку Мітропи влітку 1929 року. В чвертьфіналі «Вієнна» перемогла чемпіона Угорщини «Хунгарію» (4:1 і 1:0, Гібіш забив у першій грі). У півфіналі команда грала чемпіоном Чехословаччини «Славією». У першому матчі, що завершився перемогою австрійців з рахунком 3:2, Леопольд забив гол у першому таймі, а також був вилучений з поля в кінці матчу. У матчі-відповіді він знову забив гол, втім, його команда програла 2:4 і вибула зі змагань.
У 1930 році «Вієнна» посіла третє місце у чемпіонаті і вдруге поспіль перемогла у національному кубку. У фінальній грі команда Гібіша перемогла з рахунком 1:0 «Аустрію» завдяки голу Фрідріха Гшвайдля на 77-й хвилині. Як володар кубка країни 1930 року, «Вієнна» взяла участь у двох міжнародних турнірах. На початку літа клуб зіграв у Кубку Націй, міжнародному турнірі, що відбувся влітку 1930 року в Женеві, організований місцевою командою «Серветт». Участь у Кубку Націй узяли діючі чемпіони або володарі кубків своїх країн, за винятком Іспанії. «Вієнна» перемогла швейцарський «Серветт» (7:0) і німецький «Фюрт» (7:1), у півфіналі поступилась чемпіону Чехословаччини «Славії» (1:3), а у матчі за третє місце вдруге переграла «Серветт» з рахунком 5:1. На рахунку Леопольда участь в усіх матчах турніру, а також три голи, у кожному з матчів, крім півфінального. 
В липні Гібіш також зіграв у кубку Мітропи, де його команда у першому раунді поступилась чехословацькій «Спарті» (1:2, 2:3, забив у другому матчі). У чемпіонському для «Вієнни» сезоні 1930/31 років Леопольд зіграв лише у одному матчі, після чого перейшов до складу швейцарської команди «Янг Бойз».

## Виступи за збірну
1927 року дебютував в офіційних матчах у складі національної збірної Австрії у поєдинку проти збірної Швейцарії.
Загалом у 1927—1929 роках зіграв у складі національної команди 4 матчі, у яких забив 1 гол.
Також регулярно грав у складі збірної Відня. Враховуючи те, що всі найсильніші австрійські футболісти виступали у віденських клубах, збірна Відня була фактично тією ж збірною Австрії, тільки з більш розширеним списком гравців. І тренував команду той самий наставник — знаменитий Гуго Майсль. 
Дебютував у 1923 році проти збірної Братислави (1:0). У 1928 році відзначився голом у поєдинку зі збірною Праги (1:1).
Також ще у 1920 році грав у складі команди Вибір Австрії у матчі проти німецького клубу «Штутгартер Кікерс» (2:2).
| Дата       | Місто    | Господарі | Результат | Гості     | Турнір           | Голи | Примітки |
| ---------- | -------- | --------- | --------- | --------- | ---------------- | ---- | -------- |
| 29/05/1927 | Цюріх    | Швейцарія | 1 – 4     | Австрія   | товариський матч | 1    |          |
| 06/05/1928 | Відень   | Австрія   | 3 – 0     | Югославія | товариський матч | -    |          |
| 11/11/1928 | Рим      | Італія    | 2 – 2     | Австрія   | товариський матч | -    |          |
| 06/10/1929 | Будапешт | Угорщина  | 2 – 1     | Австрія   | товариський матч | -    |          |
| Усього     |          | Матчів    | 4         |           | Голів            | 1    |          |

### Статистика виступів за збірну Відня
| № | Дата       | Місце проведення | Команда 1                   | Рахунок                                             | Команда 2                        | Голи |
| - | ---------- | ---------------- | --------------------------- | --------------------------------------------------- | -------------------------------- | ---- |
| 1 | 07.04.1920 | Відень           | Вибір Австрії               | 2:2 [Архівовано 12 серпня 2019 у Wayback Machine.]  | «Штутгартер Кіккерс» (Німеччина) |      |
| 2 | 15.08.1923 | Братислава       | Братислава (Чехословаччина) | 0:1 [Архівовано 28 грудня 2019 у Wayback Machine.]  | Відень (Австрія)                 |      |
| 3 | 18.10.1925 | Тімішоара        | Тімішоара (Румунія)         | 6:2 [Архівовано 28 грудня 2019 у Wayback Machine.]  | Відень (Австрія)                 |      |
| 4 | 01.04.1928 | Прага            | Прага (Чехословаччина)      | 1:1 [Архівовано 28 грудня 2019 у Wayback Machine.]  | Відень (Австрія)                 | Гол  |
| 5 | 23.03.1930 | Відень           | Відень (Австрія)            | 2:1 [Архівовано 31 березня 2019 у Wayback Machine.] | Братислава (Чехословаччина)      |      |

### Статистика виступів у кубку Мітропи
| №                      | Розіграш               | Стадія                 | Дата та місце проведення | Команда 1              | Рахунок | Команда 2           | Голи та інші дії |
| ---------------------- | ---------------------- | ---------------------- | ------------------------ | ---------------------- | ------- | ------------------- | ---------------- |
| 1                      | 1929                   | 1/4                    | 23.06.1929, Будапешт     | Хунгарія (Будапешт)    | 1:4     | Ферст Вієнна        | 6'               |
| 2                      | 1929                   | 1/4                    | 07.07.1929, Відень       | Ферст Вієнна           | 1:0     | Хунгарія (Будапешт) |                  |
| 3                      | 1929                   | 1/2                    | 18.08.1929, Відень       | Ферст Вієнна           | 3:2     | Славія (Прага)      | 40' 84'          |
| 4                      | 1929                   | 1/2                    | 28.08.1929, Прага        | Славія (Прага)         | 4:2     | Ферст Вієнна        | 51'              |
| 5                      | 1930                   | 1/4                    | 12.07.1930, Прага        | Спарта (Прага)         | 2:1     | Ферст Вієнна        |                  |
| 6                      | 1930                   | 1/4                    | 19.07.1930, Відень       | Ферст Вієнна           | 2:3     | Спарта (Прага)      | 9'               |
| Всього у кубку Мітропи | Всього у кубку Мітропи | Всього у кубку Мітропи | Всього у кубку Мітропи   | Всього у кубку Мітропи | 6       |                     | 4                |

## Титули і досягнення
- Чемпіон Австрії (2):

«Вінер Шпорт-Клуб»: 1921–1922
«Вієнна»: 1930–1931
- Бронзовий призер чемпіонату Австрії (4):

«Вінер Шпорт-Клуб»: 1919–1920, 1923–1924
«Вієнна»: 1927–1928, 1929–1930
- Володар Кубка Австрії (2):

«Вієнна»: 1929, 1930
- Фіналіст Кубка Австрії (1):

«Вінер Шпорт-Клуб»: 1921